# Широкосмоленка
Широкосмоленка (укр. Широкосмоленка) — село,
Дерезоватский сельский совет,
Синельниковский район,
Днепропетровская область,
Украина.
Код КОАТУУ — 1224881505. Население по переписи 2001 года составляло 128 человек.

## Географическое положение
Село Широкосмоленка находится на берегах реки Татарка,
выше по течению на расстоянии в 1,5 км расположено село Луговое,
ниже по течению на расстоянии в 1 км расположено село Дорогое.
Рядом проходит автомобильная дорога М-18 (E 105).